# Stortgewicht
Het stortgewicht is een eenheid die onder andere bij het verladen van stortgoed gebruikt wordt omdat het daar belangrijker is om te weten hoe groot de massa per volume eenheid laadruimte is dan wat de zuivere dichtheid van de natuurkundige stof is. 
Als voorbeeld kan houtsnippers worden genomen. Hout heeft een bepaalde dichtheid, maar omdat houtsnippers allerlei grillige vormen hebben en er na het storten in een bak dus ruimten blijven tussen de houtsnippers zal een kuub houtsnippers minder wegen dan een blok hout van een kuub. En omgekeerd zal een kuub hout na versnipperen en storten meer volume innemen.
Naast de vorm van de losse deeltjes zijn ook de porositeit (denk aan opgesloten lucht, bijvoorbeeld bij isolatiematerialen) en de manier van storten van invloed op het stortgewicht. Grof geweld kan de ene soort deeltjes aantrillen, maar andere soorten weer losslaan, afhankelijk van de eigenschappen van de deeltjes, transportmedium en transportsnelheid.